# Contatore Geiger

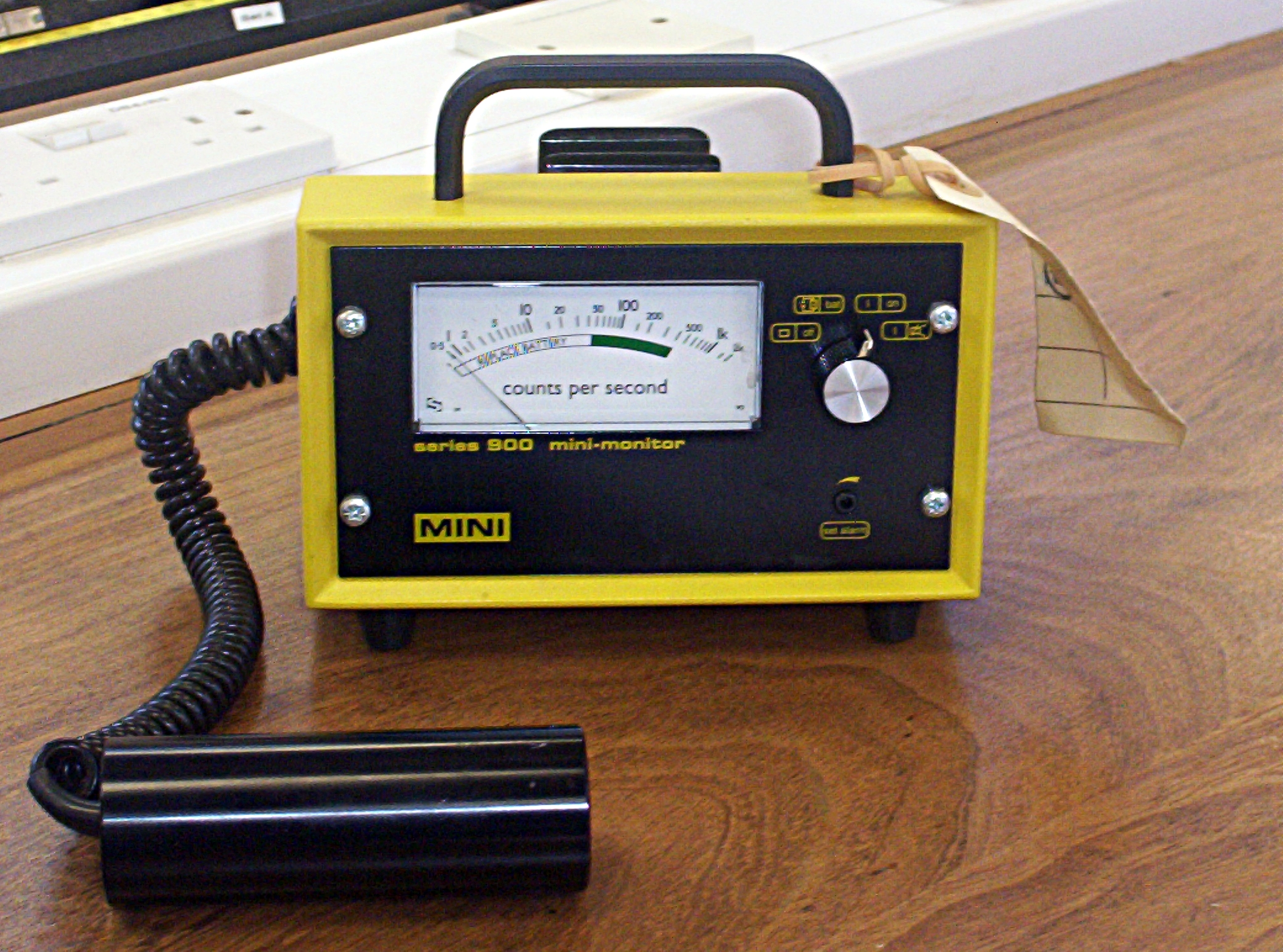
Un contatore Geiger analogico (2005)

Il contatore Geiger è uno strumento di misura delle radiazioni ionizzanti, in particolare le radiazioni provenienti da decadimenti di tipo alfa, beta e gamma (nuclei di elio, elettroni e fotoni nel campo delle basse energie).
È così detto poiché inventato nel 1913 da Hans Wilhelm Geiger e perfezionato nel 1928 insieme a Walther Müller, molto in uso come strumento di controllo e di ricerca, per rilevare la presenza e l'intensità di particelle ionizzanti, nei laboratori di fisica nucleare, nelle installazioni atomiche civili e militari, nelle ricerche di zone uranifere o inquinate da prodotti radioattivi.

## Descrizione

### Aspetti tecnici
Il cuore del contatore è costituito da un tubo contenente un gas a bassa pressione, per esempio una miscela di argon e vapore di alcol etilico alla pressione di 0,1 atmosfere. Lungo l'asse del sottile tubo metallico è teso un filo metallico isolato dal tubo stesso. Tra il filo e il tubo si stabilisce una differenza di potenziale tra 400 e 1000 V, secondo i modelli, attraverso una resistenza elettrica, solitamente di valore fra i 5 e i 10 megaohm. Attraverso il metallo non riescono a passare i raggi alfa, perciò le sonde sensibili a essi hanno una finestra di sottile mica.

### Funzionamento

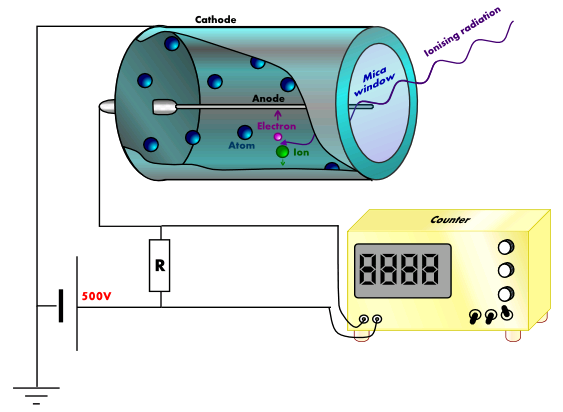
Schema di un contatore Geiger

Il contatore Geiger è una camera a deriva utilizzata nel limite in cui la tensione satura, ovvero in modo che la tensione prodotta dal passaggio della particella ionizzante non dipenda dall'energia rilasciata da questa e quindi dal numero delle coppie ione-ione prodotte.
Quando una radiazione attraversa il tubo e colpisce una molecola del gas, la ionizza creando una coppia ione-elettrone. In questi dispositivi la carica raccolta è indipendente dalla ionizzazione primaria: come nelle altre camere a deriva gli ioni primari vengono accelerati a sufficienza da creare ionizzazioni secondarie quando urtano altre molecole di gas, ma la peculiarità del contatore Geiger è che il campo elettrico è talmente intenso che anche le ionizzazioni secondarie creano a loro volta ulteriori ionizzazioni. Questo processo è detto moltiplicazione a valanga.
L'impulso elettrico risultante sarà testimone dell'avvenuto contatto con una radiazione ionizzante e sarà contato da un circuito elettronico, emettendo dei segnali acustici. A seconda del numero di conteggi fatti in un'unità di tempo si riesce a capire se si è in presenza di una sorgente radioattiva e la sua pericolosità.
Il contatore Geiger non effettua una misura operativa della grandezza esposizione/kerma in aria, ma si limita a mettere in relazione il numero di conteggi con la grandezza dosimetrica. Per questo la sensibilità dello strumento varia significativamente al variare dell'energia della radiazione incidente. L'effetto negativo del tempo morto può esser corretto compensando la risposta via software. È possibile fare ciò solo se è nota la larghezza d'impulso del segnale. Viste le sue ridotte dimensioni, può essere usato anche per dosimetria personale.
La dinamica di questi rivelatori è abbastanza ridotta, a causa del tempo morto durante il quale avviene un conteggio, dell'ordine dei microsecondi.